# Valentovce
Valentovce este o comună slovacă, aflată în districtul Medzilaborce din regiunea Prešov. Localitatea se află la altitudinea de 338 m deasupra n.m., se întinde pe o suprafață de 2,21 km2 și în 2017 număra 44 de locuitori.

## Demografie
| An:                | 1994 | 2004    | 2014    | 2024    |
| ------------------ | ---- | ------- | ------- | ------- |
| Număr de persoane: | 55   | 39      | 43      | 38      |
| Diferență:         |      | −29,09% | +10,25% | −11,62% |

| An:                | 2023 | 2024   |
| ------------------ | ---- | ------ |
| Număr de persoane: | 37   | 38     |
| Diferență:         |      | +2,70% |